# Chondracanthus lophii
Chondracanthus lophii is een eenoogkreeftjessoort uit de familie van de Chondracanthidae. De wetenschappelijke naam van de soort is voor het eerst geldig gepubliceerd in 1836 door Johnston.